# Spandau
Spandau, Berlin-Spandau (dolnołuż. Spandawa) – dzielnica (Ortsteil) Berlina w okręgu administracyjnym Spandau, dawne miasto. Od 1 października 1920 w granicach miasta. Liczy ok. 36 tys. mieszkańców.

## Historia
Spandau był zasiedlony co najmniej od VI wieku przez połabskie plemię słowiańskie Hawelan, którzy ok. 720 roku zasiedlili tereny wokół rzek Haweli (dawniej rzeka Obła) i Sprewy. Na wyspie utworzonej przez rzekę Hawelę ok. roku 750 powstaje gród (obecna dzielnica Spandau). W 1197 po raz pierwszy wzmiankowano zamek Spandow. Wokół tego zamku powstała osada Spandow, która w 1232 uzyskała prawa miejskie, nadane przez margabiów Brandenburgii Jana I i Ottona III. W drugiej połowie XVI wieku wzniesiono istniejącą do dziś twierdzę bastionową. W 1878 zmieniono pisownię nazwy miasta ze Spandow na Spandau. W latach 1886–1920 należał do rejencji rejencji poczdamskiej w prowincji Brandenburgia.
1 października 1920 włączono Spandau do Berlina. Po II wojnie światowej Spandau znalazł się w sektorze brytyjskim, a później w Berlinie Zachodnim. Po wojnie w więzieniu Spandau do 1987 r. wyrok odbywali zbrodniarze hitlerowscy.

## Zabytki
- Cytadela Spandau,
- Kościół św. Mikołaja,
- kościół św. Marii na Behnitz.

## Transport
Przez dzielnicę przebiega linia U7 metra z następującymi stacjami:
- Rathaus Spandau
- Altstadt Spandau

## Osoby związane z dzielnicą
- Rudolf Heß – jeden z przywódców III Rzeszy
- Bela B. – perkusista zespołu Die Ärzte
- Sıla Şahin – aktorka pochodzenia kurdyjskiego